# Colégio Estadual João Alfredo

## História
O Instituto João Alfredo teve origem com a reforma do ensino primário determinada pelo Decreto Legislativo nº 0530 de 1851, ato esse que foi regulamentado pelo Decreto nº 331, de 1854, de Sua Majestade o Imperador D. Pedro II. A partir 1854, o ensino primário passou a ter conotação profissionalizante, especialmente para crianças carentes de assistência.
Em 1873, dezenove anos após, o Ministro do Império, Conselheiro João Alfredo Corrêa de Oliveira, em nome do Estado, adquiriu as propriedades de números 1 e 3 situadas na Rua do Macaco (Av. 28 de Setembro), pertencentes ao casal Jorge e Sofia Rudge, pela importância de 137 contos e 690 mil réis. Na assinatura da escritura, o Governo Imperial foi representado pelo Engenheiro Arquiteto Dr. Bitencourt da Silva. Nos terrenos existia um prédio construído em 1855 por Jorge Rudge, que dava frente para a Rua São Francisco Xavier. Com a criação de dez escolas na cidade do Rio de Janeiro, em 1874, por iniciativa do Conselheiro João Alfredo, uma delas foi destinada ao Asilo dos Meninos Desvalidos. Tratando-se de iniciativa pioneira, para o mesmo foi elaborado um regulamento próprio, aprovado pelo Decreto nº 5.849, de 9 de Janeiro de 1875. De acordo com este documento - considerado modelo para a época - o Asilo receberia meninos do sexo masculino, entre seis e doze anos, e a eles seria ministrada instrução de 1º e 2º graus e instrução profissionalizante.
O Asilo foi inaugurado em 14 de Março de 1875 pelo Imperador D. Pedro II que de acordo com os costumes da época, convidou os presentes e beberem um copo d'água gelada. Na ocasião, Emílio Simonse ofereceu grande sortimento de roupas para o estabelecimento.
A construção do Asilo pode ser considerada, mesmo em nossos dias, de excepcional bom gosto, não só no estilo, como na sua funcionalidade. Os dormitórios, as salas, as oficinas de treinamento, a lavanderia e demais dependências, muito amplas e iluminadas, eram dotadas de sistema de arejamento, até então, inédito, pois possibilitavam baixar a temperatura nos dias quentes e elevá-la nos dias frios.
A instituição durante muito tempo recebeu apoio das autoridades e os meninos dispunham de assistência médica gratuita prestada pelo Dr. João Joaquim Pizarro.
Em decorrer dos graves problemas sociais, o número de vagas aumentou rapidamente para 200 e a idade limite foi elevada para 21 anos. Em 1892, o Asilo foi acrescido da Casa São José, sendo o ensino profissionalizante transferido para o Palácio da Quinta da Boa Vista. O ensino de 1º e 2º graus, no entanto, permanecia sob a responsabilidade daquela casa.
Pode-se dizer que os trabalhos desenvolvidos no Asilo foram extraordinários, alguns até conquistaram prêmios no exterior. Muitos de seus alunos se destacaram em vários eventos internacionais, conquistando as medalhas de ouro de 1900 e 1904; dois grandes prêmios e mais quatro outras medalhas de ouro em 1908 e o Grande Prêmio da Exposição do Centenário da Independência do Brasil, em 1922.
O educador João Baptista da Costa, que já se tornara professor de Desenho, conquistou, em 1898, o primeiro lugar na "Exposição de Desenho da República", sendo premiado com uma viagem à Europa.
O primeiro Diretor do Asilo foi o Dr. Rufino Augusto de Almeida, que exerceu sua função durante dois períodos. O nome de Instituto Profissional João Alfredo foi dado pelo Prefeito do Distrito Federal Dr. Inocêncio Serzedelo Correia, em 26 de Agosto de 1910, pelo Decreto nº 796. Atualmente no local, funciona o Colégio Estadual João Alfredo, onde é ministrado o Ensino Médio. A parte destinada aos antigos dormitórios hoje abriga o Instituto de Geriatria e Gerontologia.